# Jankowice (Wilamowice)
Jankowice – część wsi Wilamowice w Polsce położona w województwie śląskim, w powiecie cieszyńskim, w gminie Skoczów.